# سرداو (بلة كة)
سرداو (بالفارسية: سرداو) هي قرية تقع في إيران في قسم بلة کة الريفي. يقدر عدد سكانها بـ 246 نسمة بحسب إحصاء 2016.